# 布爾堡戰役
布爾堡戰役發生於1756年3月27日，是七年戰爭北美戰場初期的一場戰役，法國對英國控制的布爾堡發起的進攻。這座堡壘的建造是為了保護通過摩和克河連接紐約奥尔巴尼和安大略湖的水道。
1756年3月27日，加斯帕德-約瑟夫·德·勒里率領由海軍陸戰隊、加拿大民兵和印第安盟友組成的聯軍襲擊了布爾堡。在樹木的掩護下，他們成功進入堡壘附近。勒里下令用刺刀在堡壘中進行沖鋒。他們將火槍插進堡壘的狹窄開口，向守軍開槍。萊里一再要求英軍投降。最終堡壘被攻陷，法軍和印第安人蜂擁而入，將守軍屠殺一空，並將堡壘炸毀。